# Арена Каріока 2
«Арена Каріока 2» (порт. Arena Carioca 2) — багатоцільовий накритий стадіон у місцевості Барра-да-Тіжука в західній зоні Ріо-де-Жанейро, Бразилія; частина Олімпійського парку Барра. У рамках Олімпійських ігор використовується для змагань борців і дзюдоїстів. На Паралімпійських іграх — для змагань з бочче. Місткість — 10 000 осіб.
Разом з Ареною Каріока 1 та Ареною Каріока 3 складає комплекс з кількох розташованих поруч будівель, виконаних єдиним архітектурним рішенням. Розташовану поруч «Арену ду Футуру», виконану в іншому архітектурному стилі, спочатку розглядали як частину Олімпійського тренувального центру разом з Аренами Каріока (Арена Каріока 4), але потім дали їй іншу назву.
Як і багато інших об'єктів Олімпійського парку Барра, після Олімпійських ігор арена буде перебудована і стане частиною Олімпійського тренувального центру.

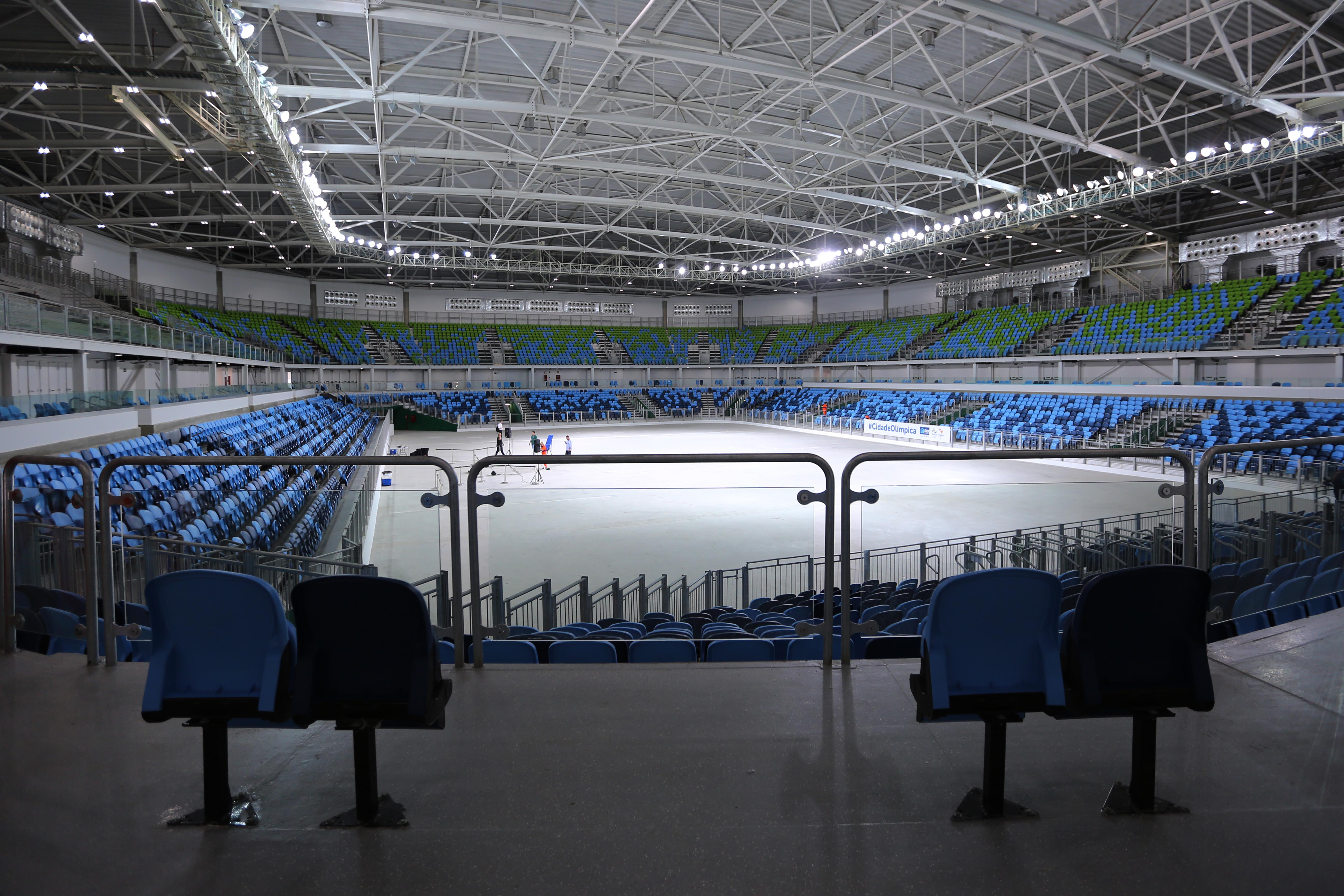
Внутрішній вигляд Арени Каріока 2